# Dicranomyia ambigua
Dicranomyia ambigua är en tvåvingeart som först beskrevs av Alexander 1929.  Dicranomyia ambigua ingår i släktet Dicranomyia och familjen småharkrankar. Inga underarter finns listade i Catalogue of Life.